# 竹市镇 (耒阳市)
竹市镇，是中华人民共和国湖南省衡陽市耒阳市下辖的一个乡镇级行政单位。

## 行政区划
竹市镇下辖以下地区：
竹市社区、大城村、毛田村、里王村、石梓村、东口村、新塘村、新联村、东湾村、金钩村、兴竹村、竹塔市社区、庙背村、东塘村和白石村。